# سیتروئن ای‌اکس
سیتروئن ای‌ایکس (Citroën AX) خودرویی است که در سال‌های ۱۹۸۶ تا ۱۹۹۸ تولید شده‌است. این خودرو در کلاس سوپرمینی قرار گرفته، طراحی آن موتور جلو-محور جلو بوده، طول آن در حالت طبیعی ۳٬۵۲۵ میلیمتر (۱۳۸٫۸ اینچ)، عرض آن در حالت طبیعی ۱٬۵۵۵ میلیمتر (۶۱٫۲ اینچ)، و ارتفاع آن در حالت طبیعی ۱٬۳۵۵ میلیمتر (۵۳٫۳ اینچ) است. سیستم جعبه‌دندهٔ آن به صورت دستی است.